# Facundo Barcelo
Facundo Barcelo, vollständiger Name Facundo Barcelo Viera, (* 31. März 1993 in Florida) ist ein uruguayischer Fußballspieler.

## Karriere
Der 1,74 Meter große Offensivakteur Barcelo gehörte seit der Saison 2012/13 dem Kader des in Montevideo beheimateten Vereins Liverpool Montevideo an. In jener Spielzeit wurde er zwölfmal in der Primera División eingesetzt und schoss fünf Tore. In der nachfolgenden Saison traf er bei 26 Erstligaeinsätzen siebenmal ins gegnerische Tor. Seine Mannschaft stieg am Saisonende jedoch in die Segunda División ab. Barcelo trat den Gang in die Zweitklassigkeit zunächst gemeinsam mit der Mannschaft an und absolvierte in der Apertura 2014 fünf Zweitligabegegnungen, bei denen er jedoch ausnahmslos lediglich als Einwechselspieler zum Zug kam. Im Januar 2015 schloss er sich dann im Rahmen einer Ausleihe dem Erstligisten El Tanque Sisley an. In der Clausura 2015 lief er dort in insgesamt elf Erstligaspielen (ein Tor) auf und kehrte anschließend im Juli 2015 zu Liverpool Montevideo zurück. In der Apertura 2015 absolvierte er für den Erstligaaufsteiger sieben Ligapartien (kein Tor). Im Januar 2016 wurde er an den Ligakonkurrenten Juventud verliehen, für den er in der Clausura 2016 elf Erstligaspiel bestritt und dabei sechs Treffer erzielte. Anfang Juli 2016 verlieh ihn Liverpool Montevideo zum argentinischen Erstligisten CA San Martín de San Juan.